# Hrvatska liga 1946
La Hrvatska liga 1946. (in lingua italiana Lega croata 1946) fu la settima edizione consecutiva di un torneo di sole squadre croate, la seconda dello Stato federale di Croazia.
Questo campionato servì da qualificazione alla Prva Liga 1946-1947, la prima stagione calcistica della Jugoslavia nata dopo la seconda guerra mondiale. Le squadre che non si qualificarono, passarono alla Hrvatska republička liga 1946-1947, torneo di seconda divisione.
Per tornare a vedere un campionato croato di prima divisione, bisognerà aspettare il 1991, con l'indipendenza della Croazia.
Il torneo venne vinto dall'Hajduk Spalato, che insieme alla seconda classificata Dinamo, venne ammesso alla Prva liga. La terza classificata, Lokomotiva, lo fu dopo gli spareggi-promozione.
Il capocannoniere del torneo fu Frane Matošić (Hajduk Spalato) con 14 reti, il secondo Franjo Wölfl (Dinamo Zagabria) con 12 reti

## Formula
Le 8 squadre provenienti dalle qualificazioni disputarono un girone andata-ritorno per due posti nella Prva Liga 1946-1947.

La terza classificata accedeva agli spareggi per altri due posti nella Prva Liga 1946-1947.

Le squadre non ammesse alla Prva liga, passarono alla Hrvatska republička liga 1946-1947.

## Squadre partecipanti
| Squadra    | Città    | Come si è qualificata                                                                           |
| ---------- | -------- | ----------------------------------------------------------------------------------------------- |
| Dinamo     | Zagabria | Vincitore gruppo Zagabria città                                                                 |
| Lokomotiva | Zagabria | 2° nel gruppo Zagabria città; vincitore spareggio contro Dubrava                                |
| Metalac    | Zagabria | 3° nel gruppo Zagabria città; vincitore spareggio contro Jedinstvo Sušak                        |
| Hajduk     | Spalato  | Vincitore gruppo Spalato città                                                                  |
| FD Split   | Spalato  | Finalista gruppo Spalato città; vincitore spareggi della Dalmazia                               |
| Tekstilac  | Varaždin | Vincitore gruppo I (Varaždin, Bjelovar, Karlovac)                                               |
| Proleter   | Belišće  | Vincitore gruppo II (Banovina, Osijek, Slavonia); vincitore spareggio contro FD Amater Zagabria |
| Jedinstvo  | Sussak   | Vincitore gruppo III (Regione litoranea/montana); vincitore spareggio contro Naprijed Sisak     |

## Classifica
|  | Pos. | Squadra             | Pt | G  | V  | N | P  | GF | GS | QR    |
|  | ---- | ------------------- | -- | -- | -- | - | -- | -- | -- | ----- |
|  | 1.   | Hajduk Spalato      | 22 | 14 | 10 | 2 | 2  | 51 | 11 | 4,636 |
|  | 2.   | Dinamo Zagabria     | 22 | 14 | 10 | 2 | 2  | 40 | 12 | 3,333 |
|  | 3.   | Lokomotiva Zagabria | 17 | 14 | 6  | 5 | 3  | 31 | 13 | 2,385 |
|  | 4.   | Tekstilac Varaždin  | 15 | 14 | 6  | 3 | 5  | 24 | 27 | 0,889 |
|  | 5.   | Proleter Belišće    | 15 | 14 | 6  | 3 | 5  | 18 | 28 | 0,643 |
|  | 6.   | Metalac Zagabria    | 13 | 14 | 4  | 5 | 5  | 20 | 20 | 1,000 |
|  | 7.   | FD Spalato          | 6  | 14 | 3  | 0 | 11 | 14 | 45 | 0,311 |
|  | 8.   | Jedinstvo Sussak    | 2  | 14 | 0  | 2 | 12 | 7  | 49 | 0,143 |

Legenda:
      Ammessa alla Prva Liga 1946-1947.
  Partecipa agli spareggi.
      Retrocessa in terza divisione 1946-1947.
Note:
Due punti a vittoria, uno a pareggio, zero a sconfitta.

## Risultati
|            | Din  | Haj  | Jed  | Lok  | Met  | Pro  | Spl  | Tek  |
| ---------- | ---- | ---- | ---- | ---- | ---- | ---- | ---- | ---- |
| Dinamo     | –––– | 2-4  | 5-0  | 1-1  | 2-0  | 5-1  | 9-0  | 4-2  |
| Hajduk     | 2-0  | –––– | 6-0  | 1-0  | 2-2  | 0-0  | 5-0  | 6-0  |
| Jedinstvo  | 1-1  | 0-10 | –––– | 0-3  | 0-0  | 2-3  | 1-2  | 1-1  |
| Lokomotiva | 1-2  | 0-1  | 5-0  | –––– | -    | -    | -    | -    |
| Metalac    | 1-1  | 3-2  | 2-1  | -    | –––– | -    | -    | -    |
| Proleter   | 0-4  | 0-7  | 4-0  | -    | -    | –––– | -    | -    |
| Split      | 0-1  | 1-5  | 3-2  | -    | -    | -    | –––– | -    |
| Tekstilac  | 0-1  | 3-0  | 4-0  | -    | -    | -    | -    | –––– |

## Spareggi-promozione
Le migliori squadre piazzate che non hanno ottenuto l'ammissione alla Prva liga, si sfidarono per un posto nella lega. Vinse il Metalac Belgrado, ma successivamente venne ripescata anche la Lokomotiva Zagabria.
```
Primo turno:

21.07.1946   Niš:        Lovćen Cetinje – Makedonija Skopje        3-0 (per forfait)
21.07.1946   Sisak:      Borac Banja Luka – Železničar Maribor     2-0

Secondo turno:

28.07.1946   Cetinje:    Lovćen Cetinje – Borac Banja Luka         5-1
28.07.1946   Novi Sad:   Sloga Novi Sad – Metalac Belgrado         0-2
04.08.1946   Banja Luka: Borac Banja Luka – Lovćen Cetinje         1-5
06.08.1946   Belgrado:   Metalac Belgrado – Sloga Novi Sad         1-1

Terzo turno:

11.08.1946   Cetinje:    Lovćen Cetinje – Metalac Belgrado         0-2
15.08.1946   Belgrado:   Metalac Belgrado – Lovćen Cetinje         6-3

Finale:

18.08.1946   Zagabria:   Lokomotiva Zagabria – Metalac Belgrado    0-2
22.08.1946   Belgrado:   Metalac Belgrado – Lokomotiva Zagabria    2-0
```

## Istria
Alcune parti del territorio jugoslavo, strappato all'Italia, ebbero una competizione a parte per un posto nella Prva liga.

### Rijeka città
Dopo la fine del torneo, la GS Magazzini Generali si fuse con le altre squadre a formare il SD Kvarner.
```
1  
GS Magazzini Generali
  16  12   3   1   59  19  3,105   27										
2  Cantieri               16  10   3   3   66  23  2,870   23										
3  Lignum                 16  10   3   3   60  32  1,875   23										
4  Torpedo                16   8   3   5   48  18  2,667   19										
5  ROMSA                  16   8   2   6   48  38  1,263   18										
6  Portuale               16   5   2   9   30  39  0,769   12										
7  ASPM                   16   3   3  10   37  51  0,725    9										
8  Metallurgica           16   4   1  11   31  75  0,413    9										
9  Dinamo                 16   2   0  14   18 102  0,176    4
```

Il regolamento di questo campionato, intitolato alla memoria del partigiano titino Giovanni Maras (ex giocatore della Fiumana caduto in guerra), non prevedeva affatto che la squadra campione accedesse alle qualificazioni istriane in quanto l'ammissione di una squadra istriana alla Prva Liga 1946-1947 fu stabilita solo dopo la conclusione della competizione. Per tale motivo le altre squadre di Fiume si opposero nell'assemblea del 29 luglio 1946 alla tesi dei Magazzini Generali, che rivendicarono il diritto di rappresentare Fiume nelle qualificazioni istriane sulla base della vittoria del campionato cittadino. Per risolvere il problema della scelta della squadra che avrebbe rappresentato Fiume alle qualificazioni fu stabilita la fondazione della Società Cultura Fisica Quarnero (SD Kvarner in serbo-croato, il nome era bilingue) a partire dalla fusione di diverse società cittadine.

### Finali
```
Semifinale
 (ritorno disputato il 4 agosto 1946)								
US Operaia Pola - 
Rudar Raša
 3-2 2-2
[
9
]

Finale
 (disputata il 11 e 18 agosto 1946)

Kvarner Rijeka
 - US Operaia Pola            1-2   4-1 (Kvarner ammesso alla 
Prva Liga 1946-1947
)
[
10
]
```